# Dumitru Iliescu
Dumitru Iliescu (Dragasani, 24. rujna 1865. – Bukurešt, 1940.) je bio rumunjski general i vojni zapovjednik. Tijekom Prvog svjetskog rata obnašao je dužnost najprije zamjenika načelnika, a potom načelnika Glavnog stožera.

## Vojna karijera
Dumitru Iliescu rođen je 24. rujna 1865. u Dragasaniju. Od 1884. pohađa Vojnu školu za pješaštvo i konjaništvo koju završava 1886. godine. Potom obnaša razne dužnosti u 1., 4., 6., 7. i 10. pukovniji. Godine 1889. promaknut je u čin poručnika, dok čin satnika dostiže 1893. godine. Pohađa i Politehničku školu u Parizu, te Vrhovnu vojnu školu u Bukureštu. Godine 1899. unaprijeđen je u čin bojnika, čin potpukovnika dostiže 1907. godine, dok je 1910. godine promaknut u čin pukovnika. Godine 1914. promaknut je u čin brigadnog generala, te imenovan glavnim tajnikom ministarstva rata.

## Prvi svjetski rat
Nakon ulaska Rumunjske u rat na strani Antante Iliescu je imenovan zamjenikom načelnika Glavnog stožera. Dužnost načelnika Glavnog stožera obnašao je inače Vasile Zottu, ali istu zbog bolesti nije mogao obavljati tako da je dužnost načelnika faktično obnašao Iliescu. Konačno, 25. listopada 1916. Iliescu je imenovan načelnikom Glavnog stožera. Navedenu dužnost nije međutim dugo obnašao jer je nakon pada Bukurešta 5. prosinca 1916. smijenjen. Na mjestu načelnika Glavnog stožera zamijenio ga je Constantin Prezan. Iliescu je tražio da ostane u Glavnom stožeru kao pomoćnik načelnika, ili da mu se dodijeli zapovjedništvo na bojištu, ali se njegovom zahtjevu nije udovoljilo. Umjesto toga upućen je u Pariz na mjesto časnika za vezu s francuskom vojslom.

## Poslije rata
Ilisecu je vojsku napustio 1918. godine. Kao član Nacionalne liberalne stranke počeo se baviti politikom, te poduzetništvom. Preminuo je 1940. godine u Bukureštu.

## Vanjske poveznice
(rum.) Dumitru Iliescu na stranici Enciclopediaromaniei.ro